# Papergames
Papergames (tiếng Trung: 暖暖游戏; Hán-Việt: Noãn Noãn Du Hí; bính âm: Nuǎn Nuǎn Yóuxì; nghĩa đen 'Trò Chơi Noãn Noãn') còn được gọi là Công ty TNHH Công nghệ Mạng PaperGames Tô Châu / Infolds Games là một studio phát triển trò chơi di động Trung Quốc được thành lập vào năm 2013 bởi Đào Nhuận Hạo. Công ty chuyên sản xuất các trò chơi hướng đến đối tượng khách hàng là nữ giới.
Đặc biệt, hai trò chơi loạt trò chơi Nikki là Ngôi Sao Thời Trang và Mr Love: Queen's Choice cũng đã vượt mốc 100 triệu người dùng trên toàn thế giới.

## Lịch sử

### Khởi đầu
Năm 2012, Đào Nhuận Hạo là một sinh viên trẻ mới tốt nghiệp chuyên ngành kinh tế tại Đại học Waseda ở Tokyo. Nhận thấy rằng các trò chơi phổ biến nhất trên App Store khi đó đều được phát triển bởi các nhóm rất nhỏ (từ một đến ba người), anh quyết định bắt đầu hành trình của riêng mình và tạo ra một tựa game do chính anh phát triển. Anh lựa chọn phân khúc trò chơi thời trang - thay đồ, một thị trường vẫn còn khá ít cạnh tranh vào thời điểm đó, và tìm được một số cộng sự thông qua diễn đàn để cùng phát triển trò chơi. Kết quả là “Nikki UP2U: A dressing story” chính thức ra đời. Vì các trò chơi trên App Store mặc định được phân phối toàn cầu, nhóm phát triển quyết định dịch game sang tiếng Anh và tiếng Nhật, bên cạnh phiên bản tiếng Trung gốc. Và cuối cùng trò chơi đã được phát hành vào tháng 12 năm 2012.
Năm 2013, Đào Nhuận Hạo trở về quê hương Tô Châu và cùng với sáu người khác thành lập Công ty TNHH Công nghệ mạng Tô Châu Điệp Chỉ - sau này đổi tên thành Công ty TNHH Tô Châu Nikki . Vào tháng 7 năm 2013, họ phát hành trò chơi tiếp theo mang tên "Nikki UP2U: World Traveller".
Năm 2014, đội ngũ nhân sự đã tăng lên thành 15 người và đã chuyển trụ sở chuyển đến Thượng Hải.

### Sự phát triển
Năm 2015, sau khi kêu gọi tài trợ, công ty đã huy động được 150 triệu nhân dân tệ. Tinh Huy phương Đông - một công ty con của Chứng khoán Phương Đông là nhà đầu tư chính, tiếp theo là Nghệ thuật biểu diễn Tống Thành. Giá trị định giá của công ty sau đó đã vượt quá 1 tỷ nhân dân tệ. Cũng trong năm 2015, công ty cho ra mắt tựa game thứ ba mang tên Ngôi Sao Thời Trang, tiếp nối hai trò chơi trước đó và vẫn thuộc thể loại trò chơi di động thời trang - thay đồ.
Trong hai năm tiếp theo, công ty không phát hành bất kỳ trò chơi mới nào. Sau đó, vào cuối năm 2017, Mr Love: Queen's Choice được phát hành và nhanh chóng trở thành thành công lớn nhất của công ty. Đây là trò chơi đầu tiên mà công ty phát hành mà không nằm trong series Nikki. Tuy nhiên, đối tượng khách hàng mục tiêu của nó vẫn là nữ giới. Sau khi phát hành, trò chơi này đã đứng đầu bảng xếp hạng tải xuống của App Store tại Hàn Quốc. Chiến lược quảng bá chính của công ty dựa vào sự lan truyền tự nhiên từ người chơi (hay còn gọi là thúc đẩy UGC), dù vẫn có phát sóng một số quảng cáo truyền hình và trực tuyến. Vào năm 2017, doanh thu của công ty vượt mức 350 triệu nhân dân tệ.
Theo báo cáo thăm quan từ hãng truyền thông Entertainment Capital, tính đến tháng 2 năm 2018, công ty có khoảng 220 nhân viên. Khoảng 150 nhân viên của công ty là phụ nữ, chiếm gần 70% tổng lực lượng lao động. Tuy nhiên, phòng marketing chỉ có 4 người, trong đó có 2 thành viên chỉ vừa mới tốt nghiệp. Nhóm phát hiện của dự án Mr Love: Queen's Choice thì bao gồm khoảng 30 người.
Năm 2019, công ty đã vượt quá 600 nhân viên và tuyên bố có kế hoạch mở rộng đội ngũ lên 1.000 người vào cuối năm 2020. Tháng 8 cùng năm, công ty phát hành trò chơi thứ tư thuộc loạt trò chơi Nikki, đồng thời là tựa game thứ năm của hãng mang tên Nữ Thần Thời Trang, trò chơi thứ tư trong series Nikki sau ba năm phát triển. Việc chuyển sang phát triển 3D yêu cầu nâng cấp toàn bộ nền tảng kỹ thuật và cũng là lý do chính khiến công ty quyết định gia tăng số lượng nhân sự.
Vào năm 2022, studio chính thức của công ty thông báo rằng họ đang phát triển một trò chơi mới mang tên Infinity Nikki. Đây là trò chơi đầu tiên không chỉ dành riêng cho thiết bị di động mà còn có thể chơi được trên PC, PlayStation 4 và PlayStation 5. Đây cũng là dự án đầu tiên của studio này về một trò chơi thế giới mở. Để thiết kế trò chơi này, công ty đã thuê Kentaro Tominaga, nhà phát triển người Nhật Bản nổi tiếng với loạt game Zelda và đặc biệt là Breath of the Wild, làm giám đốc điều hành.

## Danh sách các trò chơi của công ty
Loạt trò chơi "Nikki":
- Nikki UP2U: A dressing story, 2012[4];
- Nikki UP2U: World Traveller, 2013[4];
- Ngôi Sao Thời Trang, 2015[7];
- Nữ Thần Thời Trang, 2019[14];
- Infinity Nikki, 2024[13].

Loạt trò chơi "Love and":
- Love and Producer / Mr Love: Queen's Choice, 2017[8];
- Love and Deepspace, 2024[15].